# Varberg
Varberg è una cittadina della Svezia meridionale, capoluogo della municipalità omonima; nel 2005 aveva una popolazione di 26 041 abitanti, su un'area di 12,93 km².

## Geografia fisica
Varberg si trova in un territorio collinare e pianeggiante. È per gran parte senza alberi e spazi verdi, ma caratterizzato da rocce e sabbia.
Il poeta e vescovo svedese Esaias Tegnér lo descrisse nel 1826 come il luogo meno attraente della Svezia.
Le spiagge sabbiose sono comunque molto affollate in estate. Un'altra caratteristica di Varberg è il suo ambiente naturale. Situato a soli 20 minuti svela un paesaggio terrestre completamente diverso. Qui sarà tra un paesaggio collinare con laghi e foreste in contrasto con la più piatta delle zone costiere.

## Storia
Fu eretta come fortezza e con l'attuale denominazione (a quel tempo scritto Wardbergh, "guarda la collina") nel 1280, e come parte di insediamenti militari lungo la costa, a quel tempo territorio danese. L'antico insediamento a nord, Getakärr, 1 km dalla fortezza, metà del XIV secolo prese il nuovo nome dalla fortezza. La città fu spostata verso nord, 5 km circa, nell'anno 1400. Fu distrutta all'inizio del XVII secolo e ricostruita nei pressi della fortezza.
Nel 1645, la provincia di Halland passò dalla Danimarca alla Svezia con il Trattato di Brömsebro per un periodo di 30 anni. A quel tempo Varberg contava circa 600 abitanti. Il trasferimento venne reso definitivo dal Trattato di Roskilde nel 1658. La città venne spostata nuovamente, dopo un incendio nel 1666. La città è stata devastata da un altro incendio nel 1863 e fu successivamente ricostruita con case di pietra o mattoni.
Nel 1890 la popolazione raggiungeva i 4 000 abitanti e con l'industrializzazione ha raggiunto quota 8 500 nel 1930. La riforma del governo locale del 1971 ha fatto di Varberg sede comunale, molto più grande, che oggi ha una popolazione di quasi 56 000 abitanti. Anche se alcune case sono state demolite nel 1970, gran parte del centro della città è ancora intatto.

## Monumenti e luoghi d'interesse
La fortezza di Varberg è l'edificio di più notevole portata storica, soprattutto a causa delle sue dimensioni e la sua originalità architettonica. È stato costruito come un castello nel 1280.
Vicino Varberg c'è la Stazione radio VLF di Grimeton, una struttura interessante e classificata dall'UNESCO come un patrimonio culturale mondiale. Si può visitare durante l'estate.